# Fred Kilgour
Fred Kilgour (6 janvier 1914 – 31 juillet 2006) est un bibliothécaire américain, connu pour avoir fondé Online Computer Library Center (OCLC).